# Kazimierz Mirosław Więckowicz
Kazimierz Mirosław Więckowicz (Węczkowicz)  herbu Giejsztor (zm. przed 1758 rokiem) – pisarz ziemski trocki w latach 1752-1757, podczaszy trocki w 1752 roku.
Poseł na sejm 1752 roku z powiatu trockiego.